# کاروانسرای قلعه سنگی
قلعه سنگی پرند که قلعه سنگی رباط‌کریم و کاروانسرای قلعه سنگی نیز نامیده می‌شود، مربوط به اوایل دوره اسلامی و آل بویه است و در شهرستان رباط‌کریم، شهر پرند واقع شده و این اثر در تاریخ ۲ بهمن ۱۳۸۲ با شمارهٔ ثبت ۱۰۸۲۲ به‌عنوان یکی از آثار ملی ایران به ثبت رسیده‌است.

## ویژگی‌ها
قلعه سنگی پرند از کهن‌ترین قلعه‌های سنگی استان تهران و از معدود قلعه‌های حکومتی ایران است که در تقاطع مسیر آزادراه تهران–ساوه و جاده قدیم ساوه واقع است. این بنای سنگی در گذشته به‌عنوان بنای حکومتی مورد استفاده بوده و از آثار معماری اسلامی به‌شمار می‌رود. روند ساخت تکمیلی این قلعه بیش از ۲۰۰ سال به طول انجامیده‌است؛ هرچند پیش از انقلاب اسلامی مطالعاتی از سوی اروپایی‌ها روی این قلعه صورت گرفته‌است اما مهرماه ۱۳۸۲ مطالعات و بررسی‌های جدی با نظارت سازمان میراث فرهنگی توسط باقر شیرازی در این قلعه کلید خورد.
اختلاف نظر در مورد قدمت قلعه سنگی بسیار است. ماکسیم سیرو در کتاب «کاروانسراهای ایران» آن را از ابنیه دوران پیش از سلجوقی می‌داند و می‌افزاید: کهن‌ترین کاروانسرای فلات ایران نزدیک رباط‌کریم در کنار دشت حاصلخیز شهریار قرار دارد. با توجه به معماری، آثار و شواهد تاریخی به‌دست آمده از عملیات پژوهشی و باستان‌شناسی، به احتمال زیاد زمان احداث آن به دوران آل بویه بازمی‌گردد. از شاخصه‌های مهم این بنا عمارت مرکزی یا حاکم نشین است که با توجه به معماری متفاوت آن که الهام گرفته از معماری دوران ساسانی است و وجود شواهد و آثار تاریخی به دست آمده از این عمارت و زیرزمین مدفون آن، زمان شکل‌گیری متفاوتی با دوره آل بویه داشته و منسوب به تاریخ پیش از اسلام بوده که اهمیت این قلعه تاریخی را بیشتر کرده‌است.

## ثبت در فهرست میراث جهانی
در ۲۶ شهریور ۱۴۰۲ در جریان چهل و پنجمین اجلاس کمیته میراث جهانی یونسکو در ریاض، کاروانسرای قلعه سنگی به‌همراه ۵۳ کاروانسرای تاریخی دیگر (جمعاً ۵۴ کاروانسرا در ۲۴ استان ایران) تحت عنوان کاروانسراهای ایرانی در فهرست میراث جهانی قرار گرفتند. این مجموعه جهانی به عنوان بیستمین و هفتمین اثر جهانی کشور ایران شناخته می‌شود.

## نگارخانه

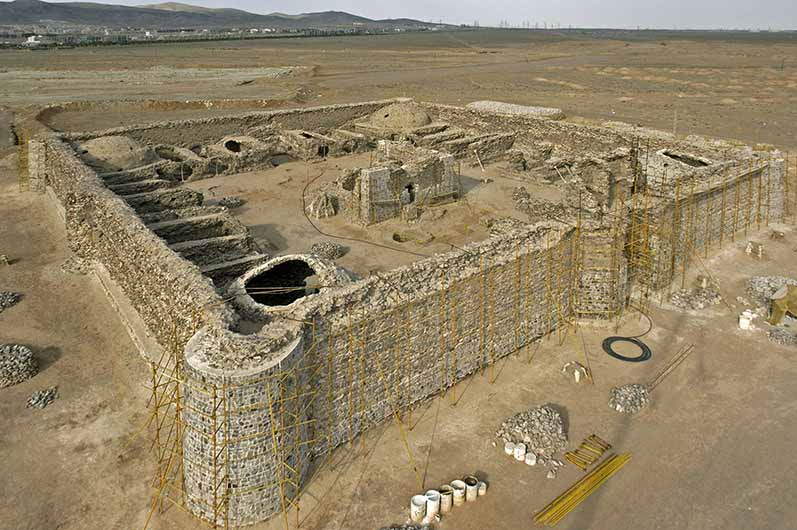
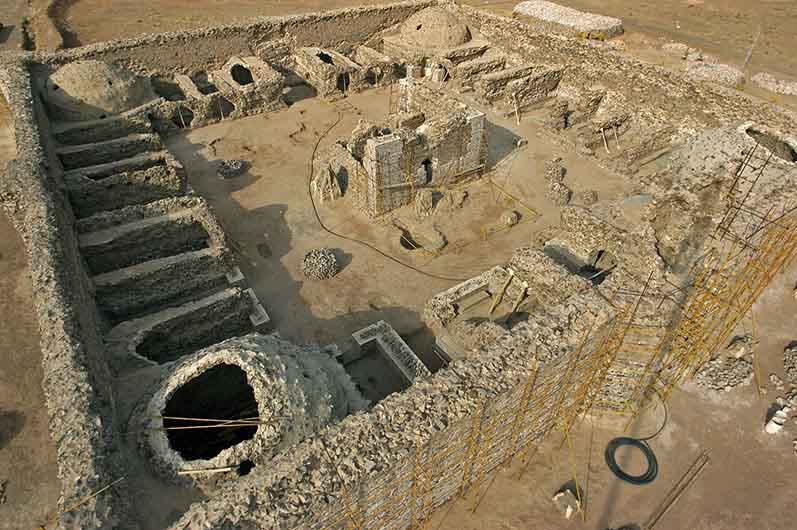
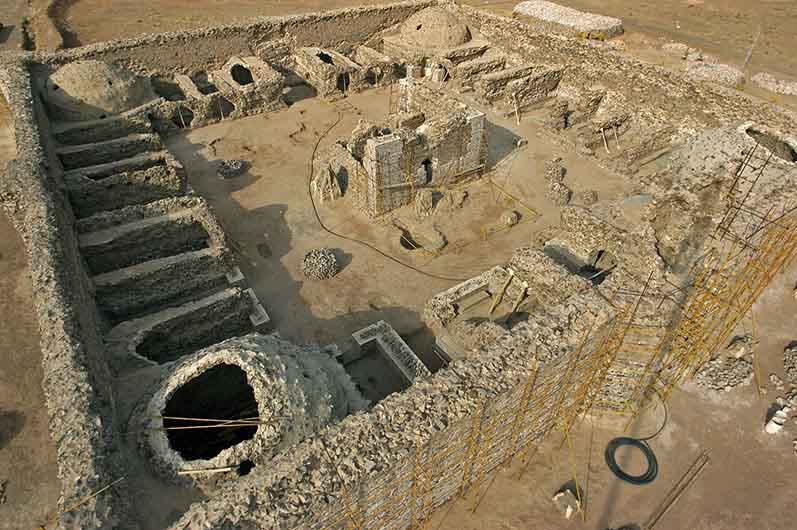
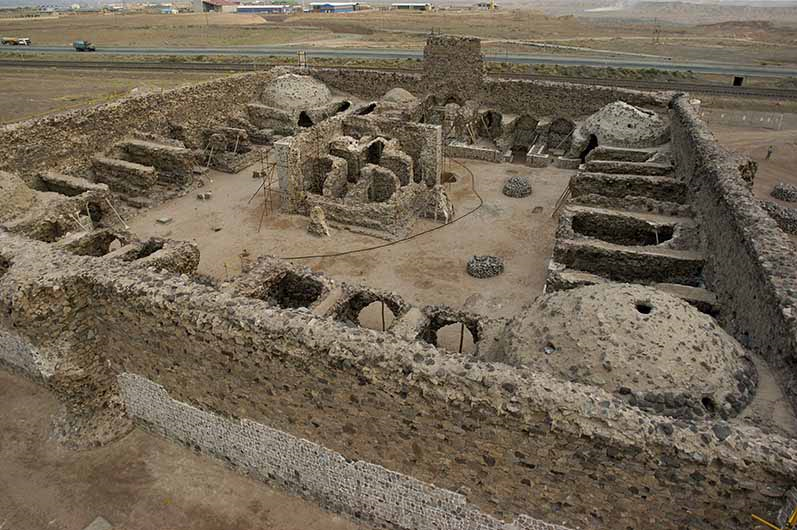
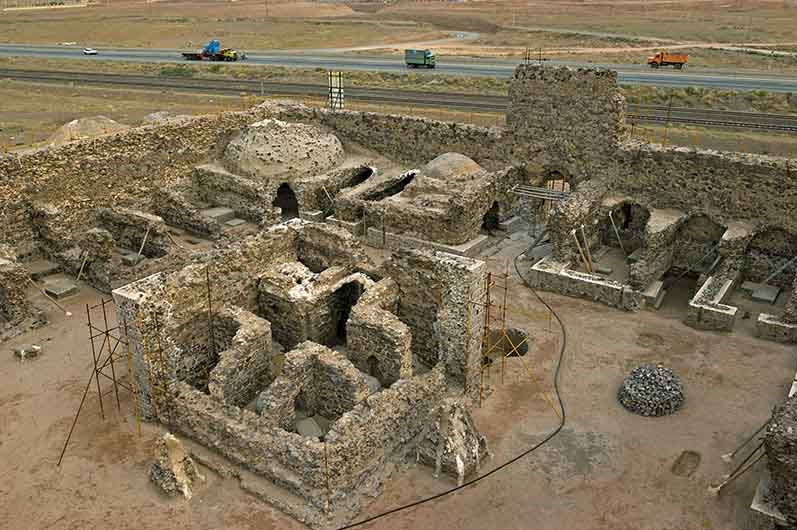
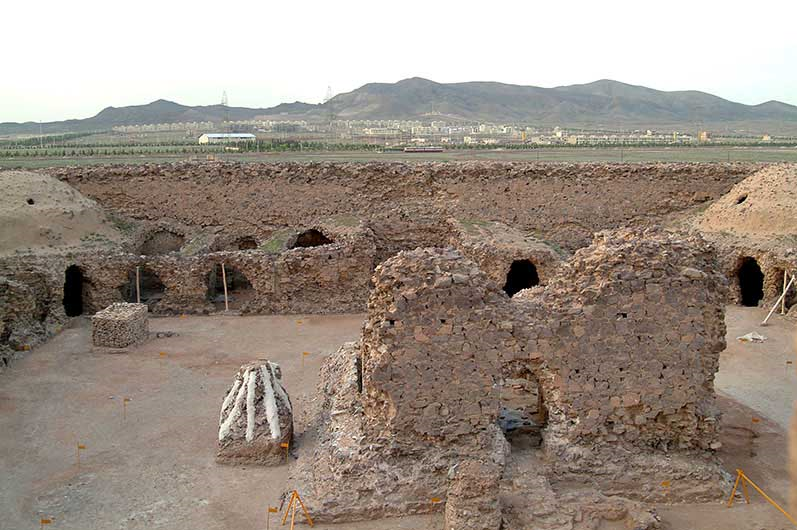
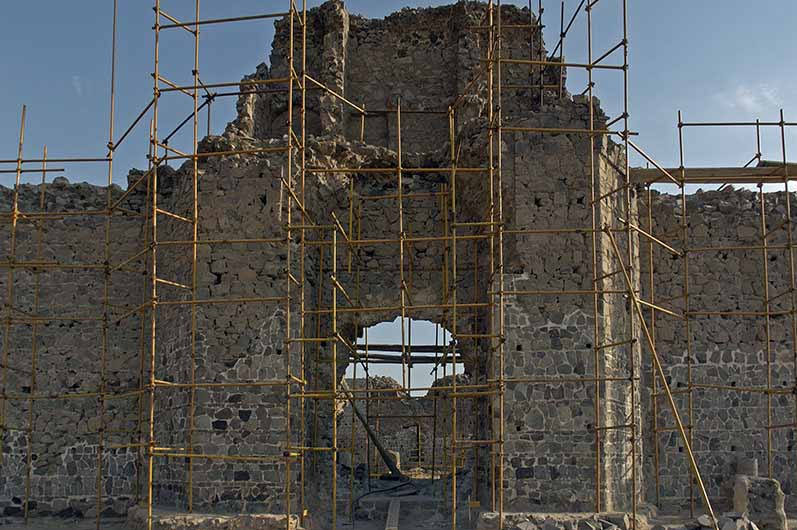
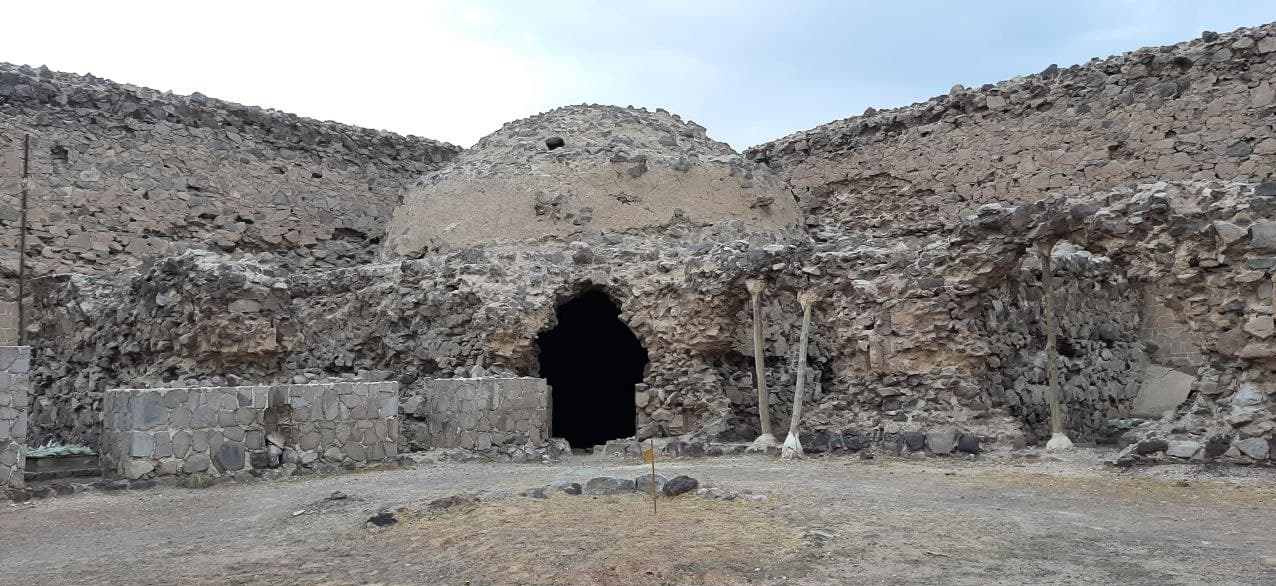
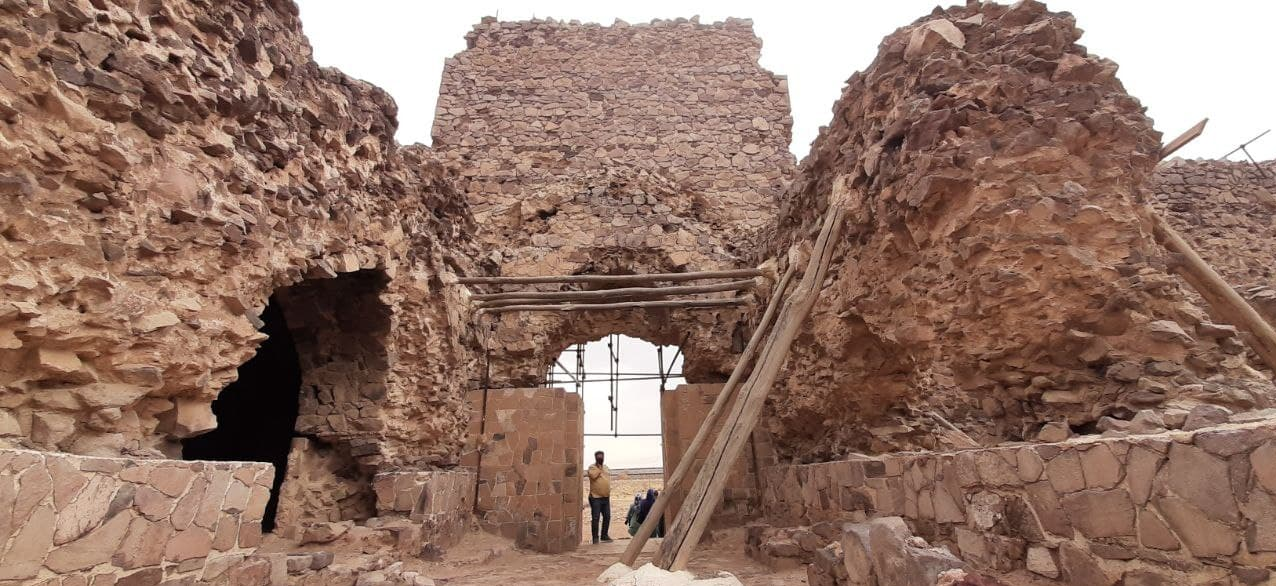
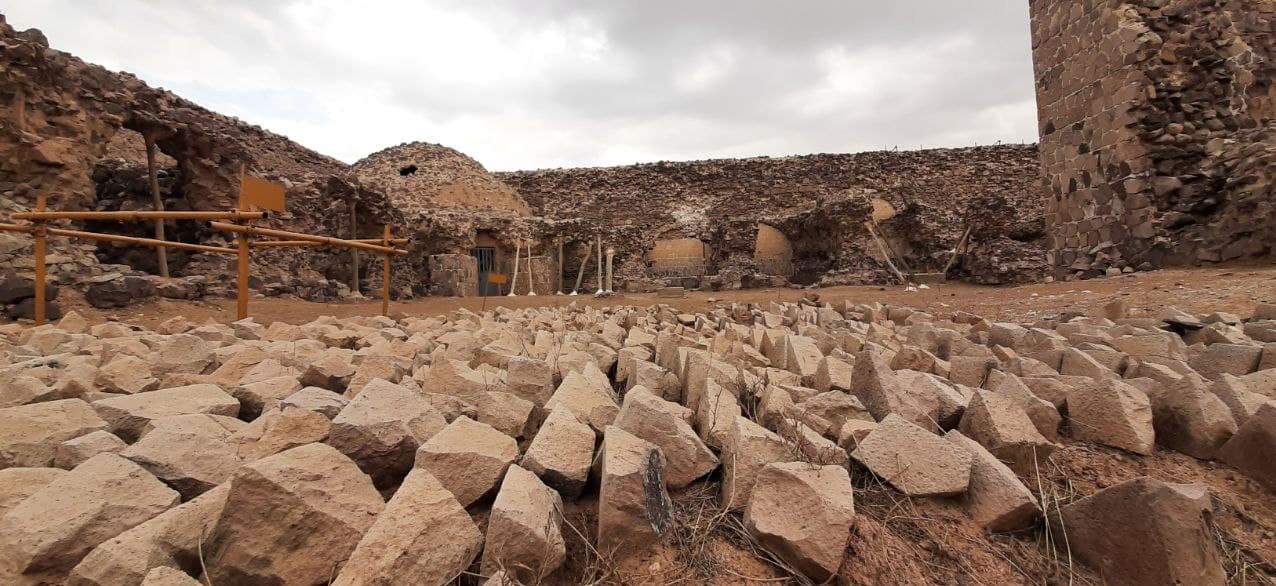
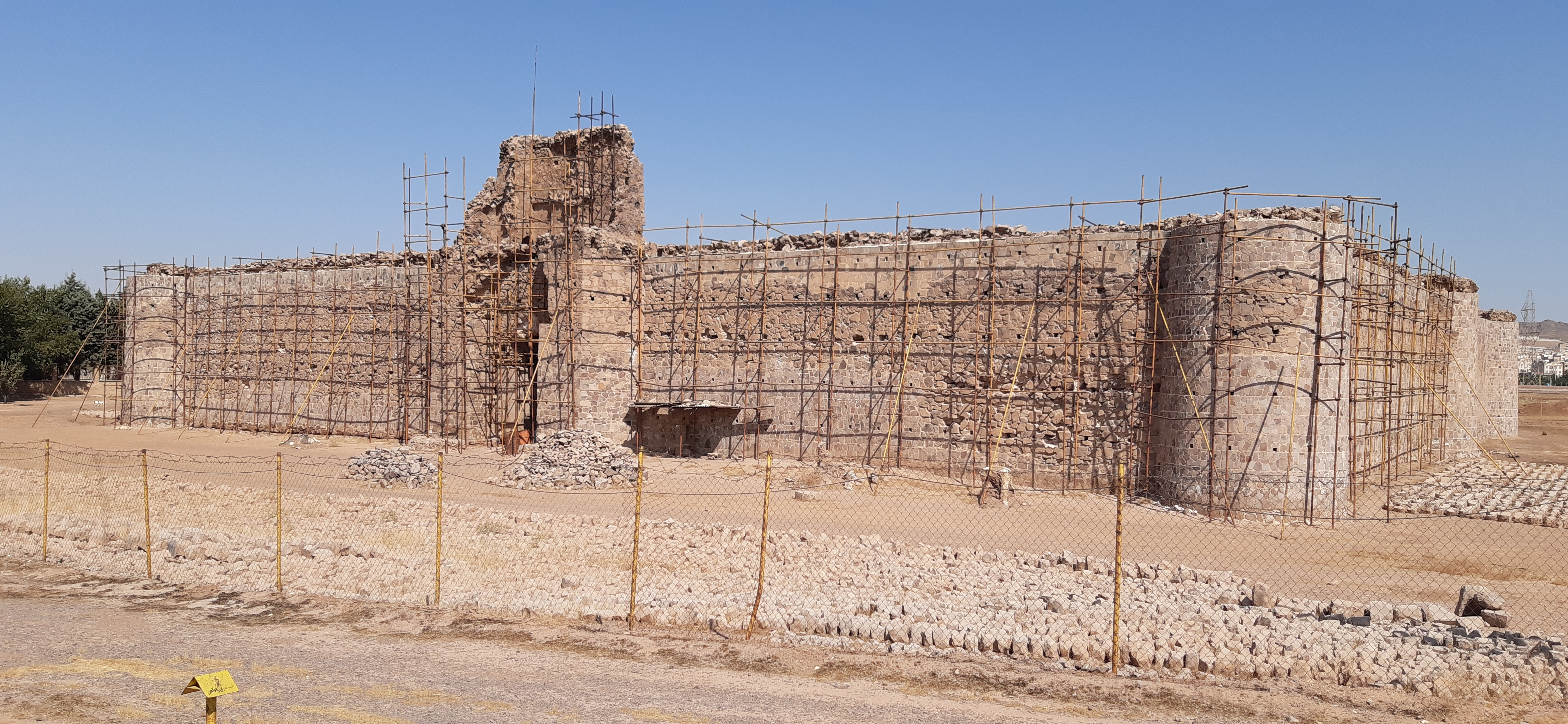
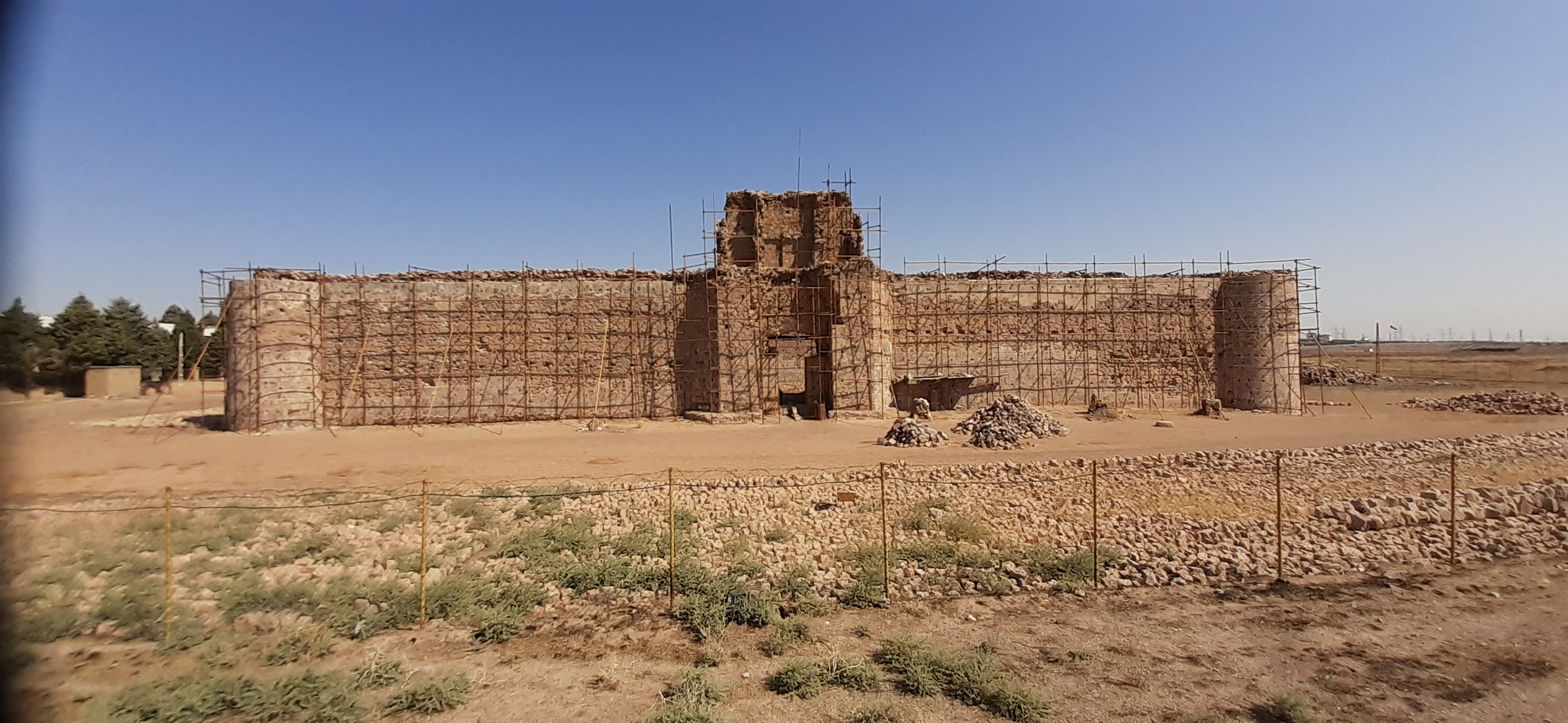